# هادنهام (باكينجهامشير)
هادنهام، هي قرية وأبرشية مدنية تقع في المملكة المتحدة في إنجلترا. يقدر عدد سكانها بـ 4,502 نسمة .

## أعلام
- ستيفن غريغوري
- وليام روتر دوز